# A Lego Star Wars: A Freemaker család kalandjai epizódjainak listája
Ez a lap a Lego Star Wars: A Freemaker család kalandjai című amerikai animációs sorozat epizódjainak listáját tartalmazza.

## Évados áttekintés
| Évad | Évad        | Epizódok | Eredeti sugárzás | Eredeti sugárzás    | Magyar sugárzás    | Magyar sugárzás    |
| Évad | Évad        | Epizódok | Évadpremier      | Évadfinálé          | Évadpremier        | Évadfinálé         |
| ---- | ----------- | -------- | ---------------- | ------------------- | ------------------ | ------------------ |
|      | 1           | 13       | 2016. június 20. | 2016. augusztus 29. | 2016. október 17.  | 2016. november 2.  |
|      | 2           | 13       | 2017. június 17. | 2017. augusztus 16. | 2017. november 18. | 2017. december 24. |
|      | Minisorozat | 5        | 2017. május 4.   | 2017. május 4.      | 2017. október 16.  | 2017. október 30.  |

## Epizódok

### 1. évad (2016)
| #   | #   | Eredeti cím                     | Magyar cím                        | Rendezte                     | Írta                       | Eredeti premier     | Magyar premier    |
| --- | --- | ------------------------------- | --------------------------------- | ---------------------------- | -------------------------- | ------------------- | ----------------- |
| 1.  | 1.  | A Hero Discovered               | Új hős születik                   | Michael Hegner               | Bill Motz & Bob Roth       | 2016. június 20.    | 2016. október 17. |
| 2.  | 2.  | The Mines of Graballa           | Graballa bányái                   | Martin Skov                  | James W. Bates             | 2016. június 21.    | 2016. október 18. |
| 3.  | 3.  | Zander's Joyride                | Zander próbaútja                  | Per Düring Risager           | Russ Carney & Ron Corcillo | 2016. június 22.    | 2016. október 19. |
| 4.  | 4.  | The Lost Treasure of Cloud City | Felhőváros rejtett titka          | Michael Hegner               | John Behnke                | 2016. június 23.    | 2016. október 20. |
| 5.  | 5.  | Peril on Kashyyyk               | Veszélyben Kashyyyk-on            | Jens Møller                  | David Shayne               | 2016. június 27.    | 2016. október 21. |
| 6.  | 6.  | Crossing Paths                  | Hősök randevúja                   | Martin Skov                  | Bill Motz & Bob Roth       | 2016. július 11.    | 2016. október 24. |
| 7.  | 7.  | Race on Tatooine                | Verseny a Tatooine-on             | Frederik Budolph             | David Shayne               | 2016. július 18.    | 2016. október 25. |
| 8.  | 8.  | The Test                        | A próba                           | Michael Hegner               | Bill Motz & Bob Roth       | 2016. július 25.    | 2016. október 26. |
| 9.  | 9.  | The Kyber Saber Crystal Chase   | Verseny a kiberkard kristályokért | Jens Møller                  | Russ Carney Ron Corcillo   | 2016. augusztus 1.  | 2016. október 27. |
| 10. | 10. | The Maker of Zoh                | A Készítő a Zoh-n                 | Per Düring Risager           | James W. Bates             | 2016. augusztus 8.  | 2016. október 28. |
| 11. | 1.  | Showdown on Hoth                | Leszámolás a Hoth bolygón         | Frederik Budolph             | John Behnke                | 2016. augusztus 15. | 2016. október 31. |
| 12. | 12. | Duel of Destiny                 | Sorsdöntő párbaj                  | Jens Møller                  | Bill Motz & Bob Roth       | 2016. augusztus 22. | 2016. november 1. |
| 13. | 13. | Return of the Kyber Saber       | A kiberkard visszatér             | Martin Skov & Michael Hegner | Bill Motz & Bob Roth       | 2016. augusztus 29. | 2016. november 2. |

### 2. évad (2017)
| #   | #   | Eredeti cím                      | Magyar cím               | Rendezte                                                             | Írta                        | Eredeti premier     | Magyar premier     |
| --- | --- | -------------------------------- | ------------------------ | -------------------------------------------------------------------- | --------------------------- | ------------------- | ------------------ |
| 14. | 1.  | A New Home                       | Új otthon                | Claus Darholt, Frederik Budolph, Jeppe Sandholt & Per Düring Risager | Bill Motz & Bob Roth        | 2017. június 17.    | 2017. november 18. |
| 15. | 2.  | Trouble on Tibalt                | Kaland a Tibalton        | Michael Hegner                                                       | Bill Motz & Bob Roth        | 2017. június 17.    | 2017. november 19. |
| 16. | 3.  | The Tower of Alistan Nor         | Alistan Nor tornya       | Per Düring Risager                                                   | John Behnke                 | 2017. július 31.    | 2017. november 25. |
| 17. | 4.  | The Embersteel Blade             | Az izzított acélpenge    | Jeppe Sandholt                                                       | Noelle Stevenson            | 2017. augusztus 1.  | 2017. november 26. |
| 18. | 5.  | The Storms of Taul               | Vihar a Taul bolygón     | Martin Skov                                                          | Ron Corcillo és Russ Carney | 2017. augusztus 2.  | 2017. december 2.  |
| 19. | 6.  | Return to the Wheel              | Visszatérés a Kerékre    | Frederik Budolph                                                     | Ron Corcillo és Russ Carney | 2017. augusztus 3.  | 2017. december 3.  |
| 20. | 7.  | The Lost Crystals of Qalydon     | Kristályok a Qalydonon   | Per Düring Risager                                                   | David Shayne                | 2017. augusztus 7.  | 2017. december 9.  |
| 21. | 8.  | The Pit and the Pinnacle         | Mélypont és magaslat     | Michael Hegner                                                       | John Behnke                 | 2017. augusztus 8.  | 2017. december 10. |
| 22. | 9.  | Flight of the Arrowhead          | A nyílhegy felszáll      | Jonas Ussing                                                         | Ron Corcillo és Russ Carney | 2017. augusztus 9.  | 2017. december 16. |
| 23. | 10. | A Perilous Rescue                | Veszélyes mentőakció     | Martin Skov                                                          | David Shayne                | 2017. augusztus 10. | 2017. december 17. |
| 24. | 11. | Escape from Coruscant            | Menekülés a Coruscantról | Frederik Budolph                                                     | David Shayne                | 2017. augusztus 14. | 2017. december 23. |
| 25. | 12. | Free Fall                        | Szabadesés               | Claus Darholt                                                        | John Behnke                 | 2017. augusztus 15. | 2017. december 24. |
| 26. | 13. | Return of the Return of the Jedi | A Jedi visszatér         | Martin Skov                                                          | Bill Motz és Bob Roth       | 2017. augusztus 16. | 2017. december 24. |

### Minisorozat (2017)
A minisorozat részei csupán a második évad "A New Home" című epizód öt részre felosztott változata. Nem tartalmaznak új jelenetet vagy történetet. 
| #  | Eredeti cím                           | Magyar cím                     | Eredeti premier | Magyar premier              |
| -- | ------------------------------------- | ------------------------------ | --------------- | --------------------------- |
| 1. | Home One                              |                                | 2017. május 4.  | 2017. október 16. (YouTube) |
| 2. | Thrown Into Battle                    | A droidtorpedó bevetésre kész! | 2017. május 4.  | 2017. október 19. (YouTube) |
| 3. | Rowan's Secret Adventure              | Rowan titkos bevetésen         | 2017. május 4.  | 2017. október 22. (YouTube) |
| 4. | Zander Freemaker: Superstar Pilot Guy | Zander, a Szupersztár Pilóta   | 2017. május 4.  | 2017. október 26. (YouTube) |
| 5. | Beware the Gamorrean Flu              | Óvakodj a gamorri náthától!    | 2017. május 4.  | 2017. október 30. (YouTube) |